# Virus Alaskapox
 (février 2024).
Espèce
Le virus Alaskapox ou Alaskapox virus est une espèce de virus du genre Orthopoxvirus dont les premiers cas mortels ont été détectés en février 2024.

## Historique

### Découverte
Ce virus a été documenté pour la première fois en juillet 2015 aux États-Unis lorsqu'une femme se rend dans une clinique de Fairbanks, en Alaska, avec des lésions contenant un virus Orthopox ne correspondant à aucun membre connu du genre. Une analyse génétique ultérieure a établi que la femme, qui s'est rétablie, a été infectée par un nouveau virus Orthopox dont le nom a été proposé après la publication d’une analyse complète de son génome en 2019.

### Cas suivants
En 2020, le ministère de la Santé et des Services sociaux de l'Alaska annonce la deuxième infection connue à l'Alaskapox chez une autre femme de Fairbanks. Deux cas supplémentaires sont identifiés dans la même région de Fairbanks à l'été 2021. Jusqu’en décembre 2023, tous les cas connus étaient bénins et ne nécessitaient pas d’hospitalisation,.

### Cas mortel
Fin janvier 2024, un homme immunodéprimé de la ville de Kenai atteint du virus Alaskapox décède et devient à la fois le premier décès dû avec implication de ce virus et le premier cas signalé en dehors de l'arrondissement de Fairbanks North Star. Le patient qui était traité contre un cancer, avait déclaré qu'un chat errant l'avait griffé près de l'endroit où la lésion était apparue et qu'il avait consulté un médecin en raison d'un bouton rouge mou sous son aisselle en septembre 2023. Traité par des antibiotiques, qui n'ont pas amélioré sa condition, il commence à développer une infection douloureuse et finit par devoir être hospitalisé à Anchorage. La recherche de l'agent infectieux a montré un test positif pour les virus du genre Orthopox mais négatifs pour les espèces Vaccine, du virus de la variole du singe appartenant à la même famille et de la Varicelle appartenant à la famille des Herpesviridae. L'homme est décédé des suites de l'Alaskapox,, par insuffisance rénale et insuffisance respiratoire. Le lien entre son statut immunodéprimé et la lésion sur son bras qui a entraîné sa mort est probable.
En février 2024, sept cas de maladie et un décès causés par le virus sont signalés à la section d'épidémiologie de l'Alaska, dont six dans le Borough de Fairbanks North Star et un dans le borough de la péninsule de Kenai,.

## Signes et symptômes
Dans les cas identifiés, le virus Alaskapox provoque de petites lésions sur la peau qui guérissent après quelques semaines, selon le ministère de la Santé et des Services sociaux de l'Alaska, mais le premier patient connu a indiqué que la lésion a mis six mois à se résorber complètement. D'autres symptômes signalés incluent des douleurs articulaires ou musculaires et des ganglions lymphatiques enflés.

## Transmission
On suppose que la transmission du virus aux humains se fait via de petits animaux,, bien que l'on ne sache pas encore précisément comment cela se produit. En 2021, il n’y avait aucune preuve établie de transmission entre humains.

## Taxonomie
Le nom de virus Alaskapox est proposé après la publication d’une analyse complète de son génome en 2019 mais n'est pas encore validé par l'ICTV.